# 3. Biathlon-Weltcup 2019/20 (Le Grand Bornand)
Der 3. Biathlon-Weltcup der Saison 2019/20 fand im französischen Annecy-Le Grand-Bornand statt. Es ist erst das dritte Mal, dass Weltcuprennen im Stade de Biathlon Sylvie Becaert ausgetragen werden. Dies war zuletzt in den Saisons 2013/14 und 2017/18 der Fall. Ausgetragen wurden die Wettbewerbe in diesem Jahr zwischen dem 19. Dezember und 22. Dezember 2019.

## Wettkampfprogramm
| Datum        | Frauen    | Frauen                | Männer    | Männer               |
| ------------ | --------- | --------------------- | --------- | -------------------- |
| Do, 19.12.19 |           |                       | 14:15 Uhr | Sprint (10 km)       |
| Fr, 20.12.19 | 14:15 Uhr | Sprint (7,5 km)       |           |                      |
| Sa, 21.12.19 | 15:00 Uhr | Verfolgung (10 km)    | 13:00 Uhr | Verfolgung (12,5 km) |
| Sa, 7.12.19  | 14:15 Uhr | Massenstart (12,5 km) | 12:10 Uhr | Massenstart (15 km)  |

## Teilnehmende Nationen
| - Belgien - Bulgarien - Deutschland - Estland - Finnland - Frankreich - Griechenland - Italien - Japan - Kanada | - Kasachstan - Lettland - Litauen - Moldau - Norwegen - Österreich - Polen - Rumänien - Russland - Schweden | - Schweiz - Slowakei - Slowenien - Südkorea - Tschechien - Ukraine - Vereinigte Staaten - Volksrepublik China - Belarus |

## Ausgangslage
Wie bereits nach dem Weltcup in Hochfilzen angekündigt, fand für die letzten Rennen des Kalenderjahres eine Rochade im deutschen Damenteam nach den schwachen Leistungen in der Vorwoche statt. Wie der Cheftrainer Kristian Mehringer bekannt gab, stießen Marion Deigentesch, Janina Hettich und Maren Hammerschmidt zum Team dazu. Sie ersetzten zum einen Karolin Horchler und Anna Weidel, die beide zunächst im IBU-Cup starteten und Franziska Hildebrand, die aufgrund mangelnder Laufform nicht an den Start ging.
Johannes Thingnes Bø, der als Führender im Gesamtweltcup nach Frankreich reiste, gab bekannt, dass dieser Weltcup seine vorerst letzte Teilnahme in der aktuellen Saison sei. Bø wird Vater und möchte bei der Geburt seines ersten Kindes dabei sein. Deswegen plante der Norweger die Weltcupstationen im Januar in Oberhof und Ruhpolding auslassen. Bei den anschließenden Weltmeisterschaften in Antholz wollte er aber wieder teilnehmen.

## Ergebnisse
| 3. Weltcup in Annecy-Le Grand Bornand, 19. Dezember bis 22. Dezember 2019 | 3. Weltcup in Annecy-Le Grand Bornand, 19. Dezember bis 22. Dezember 2019 | 3. Weltcup in Annecy-Le Grand Bornand, 19. Dezember bis 22. Dezember 2019 | 3. Weltcup in Annecy-Le Grand Bornand, 19. Dezember bis 22. Dezember 2019 | 3. Weltcup in Annecy-Le Grand Bornand, 19. Dezember bis 22. Dezember 2019 |
| ------------------------------------------------------------------------- | ------------------------------------------------------------------------- | ------------------------------------------------------------------------- | ------------------------------------------------------------------------- | ------------------------------------------------------------------------- |
| Datum                                                                     | Disziplin                                                                 | Erster Platz                                                              | Zweiter Platz                                                             | Dritter Platz                                                             |
| 19. Dezember 2019 (Do.)                                                   | Sprint (10 km)                                                            | Benedikt Doll                                                             | Tarjei Bø                                                                 | Quentin Fillon Maillet                                                    |
| 20. Dezember 2019 (Fr.)                                                   | Sprint (7,5 km)                                                           | Tiril Eckhoff                                                             | Justine Braisaz                                                           | Markéta Davidová                                                          |
| 21. Dezember 2019 (Sa.)                                                   | Verfolgung (12,5 km)                                                      | Johannes Thingnes Bø                                                      | Quentin Fillon Maillet                                                    | Vetle Sjåstad Christiansen                                                |
| 21. Dezember 2019 (Sa.)                                                   | Verfolgung (10 km)                                                        | Tiril Eckhoff                                                             | Ingrid Landmark Tandrevold                                                | Lena Häcki                                                                |
| 22. Dezember 2019 (S0.)                                                   | Massenstart (15 km)                                                       | Johannes Thingnes Bø                                                      | Émilien Jacquelin                                                         | Tarjei Bø                                                                 |
| 22. Dezember 2019 (So.)                                                   | Massenstart (12,5 km)                                                     | Tiril Eckhoff                                                             | Dorothea Wierer                                                           | Linn Persson                                                              |

## Verlauf

### Sprint

#### Männer
Start: Donnerstag, 19. Dezember 2019, 14:15 Uhr
| Platz | Sportler               | Zeit    | Schießfehler |
| ----- | ---------------------- | ------- | ------------ |
| 1     | Benedikt Doll          | 23:22,1 | 0+0          |
| 2     | Tarjei Bø              | +9,4    | 0+0          |
| 3     | Quentin Fillon Maillet | +11,3   | 0+0          |
| 4     | Johannes Thingnes Bø   | +14,8   | 1+1          |
| 5     | Erlend Bjøntegaard     | +15,0   | 0+0          |
| 6     | Johannes Dale          | +26,7   | 0+0          |
| 7     | Dominik Windisch       | +28,0   | 0+0          |
| 8     | Simon Desthieux        | +36,4   | 0+1          |
| 9     | Lukas Hofer            | +37,1   | 1+0          |
| 10    | Julian Eberhard        | +40,5   | 1+1          |

Gemeldet: 103 Athleten, nicht am Start: 3
Der Sieg von Benedikt Doll sorgte für den ersten Podestplatz in einem Einzelrennen für den DSV. Wie auch schon bei den vorherigen Weltcupstationen zeigten sich die Norweger und Franzosen als die dominierenden Nationen, die sechs der Top 10 stellten. Für den jungen Norweger Johannes Dale könnte mit Platz sechs seine Karrierebestleistung erreichen und konnte damit seinen konstant guten Ergebnisse aus den Vorwochen bestätigen. Bester Schweizer war Mario Dolder, der mit einem Schießfehler beim Liegendschießen 48. wurde.

#### Frauen
Start: Freitag, 20. Dezember 2019, 14:15 Uhr
| Platz | Sportler                   | Zeit    | Schießfehler |
| ----- | -------------------------- | ------- | ------------ |
| 1     | Tiril Eckhoff              | 20:27,0 | 1+0          |
| 2     | Justine Braisaz            | +6,2    | 0+0          |
| 3     | Markéta Davidová           | +20,5   | 0+0          |
| 4     | Swetlana Mironowa          | +22,5   | 0+0          |
| 5     | Denise Herrmann            | +29,7   | 0+2          |
| 6     | Ingrid Landmark Tandrevold | +31,7   | 0+1          |
| 7     | Iryna Kryuko               | +44,9   | 0+0          |
| 8     | Julia Simon                | +46,7   | 0+1          |
| 9     | Olena Pidhruschna          | +47,1   | 0+0          |
| 10    | Paulína Fialková           | +48,8   | 0+1          |

Gemeldet: 99 Athletinnen, nicht am Start: 2, nicht beendet: 1
Die Norwegerin Tiril Eckhoff konnte, trotz einem Schießfehler, ihren zweiten Sieg in Folge feiern. Aus österreichischer Sicht war Lisa Hauser, mit fehlerfreiem Schießen, als 13. die Beste. Lena Häcki aus der Schweiz landete zwei Plätze vor ihr als 11. Die führende im Gesamtweltcup Dorothea Wierer ließ zwei Scheiben beim stehenden Schießen stehen und beendete das Rennen auf Platz 22, was ihr bis dato schwächstes Saisonergebnis darstellt.

### Verfolgung

#### Männer
Start: Samstag, 21. Dezember 2019, 13:00 Uhr
| Platz | Sportler                   | Zeit    | Schießfehler |
| ----- | -------------------------- | ------- | ------------ |
| 1     | Johannes Thingnes Bø       | 30:07,8 | 1+0+0+0      |
| 2     | Quentin Fillon Maillet     | +22,0   | 0+0+0+0      |
| 3     | Vetle Sjåstad Christiansen | +1:00,0 | 0+0+1+0      |
| 4     | Tarjei Bø                  | +1:01,7 | 0+0+1+1      |
| 5     | Benedikt Doll              | +1:23,8 | 0+1+1+1      |
| 6     | Émilien Jacquelin          | +1:32,3 | 0+0+1+1      |
| 7     | Martin Fourcade            | +1:32,5 | 0+1+1+0      |
| 8     | Erlend Bjøntegaard         | +1:42,0 | 2+0+2+1      |
| 9     | Arnd Peiffer               | +1:51,6 | 0+0+1+0      |
| 10    | Simon Schempp              | +1:58,3 | 0+0+0+0      |

Gemeldet und am Start: 60 Athleten
Der Dominator der letzten Saison und diesjähriger Gesamtweltcupsieger Johannes Bø konnte bereits im sechsten Einzelrennen der Saison seinen vierten Erfolg feiern, wodurch er seine Führung im Gesamtweltcup auf seinen Bruder Tarjei weiter ausbaute, der als Vierter das Podium knapp verpasste. Wie im gesamten Saison dominierten wieder die Athleten aus Norwegen und Frankreich. Auch das deutsche Team konnte mit ebenfalls drei Athleten unter den Top 10 überzeugen.

#### Frauen
Start: Samstag, 21. Dezember 2019, 15:00 Uhr
| Platz | Sportler                   | Zeit    | Schießfehler |
| ----- | -------------------------- | ------- | ------------ |
| 1     | Tiril Eckhoff              | 29:41,6 | 1+0+1+0      |
| 2     | Ingrid Landmark Tandrevold | +38,1   | 1+0+1+0      |
| 3     | Lena Häcki                 | +46,0   | 0+1+1+0      |
| 4     | Dorothea Wierer            | +58,5   | 0+0+1+0      |
| 5     | Justine Braisaz            | +1:02,8 | 1+0+2+1      |
| 6     | Denise Herrmann            | +1:10,8 | 2+1+0+1      |
| 7     | Franziska Preuß            | +1:16,4 | 0+1+0+0      |
| 8     | Iryna Kryuko               | +1:28,0 | 0+0+1+0      |
| 9     | Julia Simon                | +1:39,1 | 0+0+2+2      |
| 10    | Paulína Fialková           | +1:45,8 | 0+1+0+1      |

Gemeldet: 60 Athletinnen, nicht am Start: 3, überrundet: 1
Tiril Eckhoff konnte auch das zweite Rennen in Le Grand Bornand, sowie das zweite Verfolgungsrennen der Saison, gewinnen. Trotz 300 Metern Strafe für ihre zwei Schießfehler gewann die Norwegerin souverän vor ihrer Landsfrau Ingrid Landmark Tandrevold, die sich von Platz sechs auf Rang zwei verbesserte. Lena Häcki schaffte gar den Sprung von Platz 11 auf den Bronzerang, wodurch sie erstmals auf einem Weltcuppodium zu finden war. Die beste Deutsche, Denise Herrmann, landete am Ende auf dem sechsten Platz, nachdem sie insgesamt vier Scheiben am Schießstand stehen ließ. Auch die beste Italienerin Dorothea Wierer konnte sich deutlich verbessern. Mit nur einem Schießfehler lief die Südtirolerin von Platz 22 auf den vierten Rang vor. Dennoch musste sich das gelbe Trikot der Gesamtweltcupführenden an Ingrid Landmark Tandrevold übergeben.

### Massenstart

#### Männer
Start: Sonntag, 22. Dezember 2019, 12:10 Uhr
| Platz | Sportler               | Zeit    | Schießfehler |
| ----- | ---------------------- | ------- | ------------ |
| 1     | Johannes Thingnes Bø   | 41:36,3 | 0+0+1+0      |
| 2     | Émilien Jacquelin      | +42,1   | 0+0+1+0      |
| 3     | Tarjei Bø              | +51,8   | 0+0+0+1      |
| 4     | Quentin Fillon Maillet | +1:03,3 | 0+1+1+0      |
| 5     | Martin Fourcade        | +1:05,0 | 0+1+0+0      |
| 6     | Johannes Dale          | +1:51,9 | 0+0+2+0      |
| 7     | Arnd Peiffer           | +1:53,9 | 1+1+0+0      |
| 8     | Simon Eder             | +2:00,6 | 0+0+1+0      |
| 9     | Erlend Bjøntegaard     | +2:09,7 | 0+0+0+1      |
| 10    | Simon Desthieux        | +2:15,7 | 0+1+1+2      |

Gemeldet und am Start: 30 Athleten

Bei schwierigen Wettbedingungen mit Dauerregen entwickelte sich zunächst ein ungewöhnliches Rennen. Während üblicherweise sonst alle Athleten in etwa gemeinsam zum ersten Schießen kommen, war das Feld diesmal bereits beim ersten Anschlag weit auseinandergezogen. Es gewann überlegen erneut Johannes Thinges Bø, bereits zum fünften Mal in dieser Saison. Bester Deutscher war Arnd Peiffer auf Platz sieben, gefolgt vom besten Österreich Simon Eder, der Achter wurde. Aus italienischer Sicht war Dominik Windisch als 17. der Beste seines Landes. Johannes Kühn blieb als einer von nur zwei Athleten insgesamt ohne Strafrunde. Dennoch kam der Deutsche nicht über den 14. Rang hinaus, da er sich auf der ersten Runde einen Ski brach und bereits mit zwei Minuten Rückstand zum ersten Schießen kam.

#### Frauen
Start: Sonntag, 22. Dezember 2019, 14:15 Uhr
| Platz | Sportler                  | Zeit    | Schießfehler |
| ----- | ------------------------- | ------- | ------------ |
| 1     | Tiril Eckhoff             | 38:52,8 | 0+1+0+1      |
| 2     | Dorothea Wierer           | +1:24,9 | 1+0+1+0      |
| 3     | Linn Persson              | +1:25,1 | 1+0+0+0      |
| 4     | Kaisa Mäkäräinen          | +1:35,6 | 0+0+2+2      |
| 5     | Denise Herrmann           | +1:43,0 | 1+0+1+2      |
| 6     | Jekaterina Jurlowa-Percht | +1:43,6 | 0+0+1+1      |
| 7     | Anaïs Bescond             | +1:45,0 | 0+1+0+0      |
| 8     | Franziska Preuß           | +1:45,2 | 0+0+1+1      |
| 9     | Lisa Hauser               | +1:46,9 | 1+0+1+0      |
| 10    | Mona Brorsson             | +2:03,8 | 0+1+1+0      |

Gemeldet und am Start: 30 Athletinnen, nicht beendet:1

Tiril Eckhoff feierte überlegen ihren dritten Erfolg in Frankreich mit gut eineinhalb Minuten Vorsprung. Insgesamt war die Norwegerin damit seit vier Rennen unbesiegt. Um den zweiten Platz lieferten sich Dorothea Wierer und Linn Persson einen Zielsprint, den letztlich die Italienerin gewann. Dennoch war es für Persson die beste Weltcupplatzierung, gleichbedeutend mit ihrem ersten Weltcuppodest. Denise Herrmann und Franziska Preuß liefen erneut, wie schon am Vortag im Verfolgungsrennen, in die Top 10. Auch die dreimalige Gesamtweltcupsiegerin Kaisa Mäkäräinen konnte sich mit dem vierten Platz über das bisher beste Saisonergebnis freuen. Die beste Schweizerin Aita Gasparin kam trotz nur eines Schießfehlers nicht über den 24. Rang hinaus.

## Auswirkungen auf den Gesamtweltcup
Johannes Thingnes Bø konnte mit seinen zwei Siegen seine Führung im Gesamtweltcup weiter ausbauen. Der Norweger hatte vor dem Beginn seiner „Babypause“ nun 61 Punkte Vorsprung auf seinen Bruder Tarjei, der auf dem zweiten Platz liegt. Bereits 107 Punkte lag Bø vor Martin Fourcade, der auch in dieser Saison als ärgster Widersacher galt. Erstmals in dieser Saison lag auch ein deutscher Athlet mit Benedikt Doll nach Abschluss einer Weltcupstation unter den besten Zehn. Der beste Italiener Lukas Hofer hingegen fiel aus den Top 10 und war nun 11 mit 193 Punkten.
Bei den Frauen konnte Dorothea Wierer das gelbe Trikot mit in die erste Pause der Saison nehmen. Als erste Verfolgerin löste Tiril Eckhoff nach ihren vier Siegen in Folge ihre Landsfrau Ingrid Landmark Tandrevold ab, die nun auf dem dritten Rang platziert war. Beste Deutsche war Denise Herrmann, die sich gegenüber der Vorwoche von Rang 25 auf Platz 11 verbesserte.
| Rang | Name                   | Punkte | Siege | Verän- derung |
| ---- | ---------------------- | ------ | ----- | ------------- |
| 1    | Johannes Thingnes Bø   | 374    | 5     |               |
| 2    | Tarjei Bø              | 313    |       |               |
| 3    | Quentin Fillon Maillet | 281    |       |               |
| 4    | Martin Fourcade        | 267    | 1     |               |
| 5    | Simon Desthieux        | 266    |       |               |
| 6    | Alexander Loginow      | 265    |       |               |
| 7    | Émilien Jacquelin      | 257    |       |               |
| 8    | Benedikt Doll          | 224    | 1     |               |
| 9    | Erlend Bjøntegaard     | 218    |       |               |
| 10   | Johannes Dale          | 201    |       |               |

| Rang | Name                       | Punkte | Siege | Verän- derung |
| ---- | -------------------------- | ------ | ----- | ------------- |
| 1    | Dorothea Wierer            | 304    | 2     |               |
| 2    | Tiril Eckhoff              | 287    | 4     |               |
| 3    | Ingrid Landmark Tandrevold | 282    |       |               |
| 4    | Justine Braisaz            | 234    | 1     |               |
| 5    | Julia Simon                | 213    |       |               |
| 6    | Lena Häcki                 | 189    |       |               |
| 7    | Linn Persson               | 183    |       |               |
| 8    | Hanna Öberg                | 182    |       |               |
| 9    | Markéta Davidová           | 180    |       |               |
| 10   | Swetlana Mironowa          | 180    |       |               |

## Debütanten
Folgende Athleten nahmen zum ersten Mal an einem Biathlon-Weltcup teil. Dabei kann es sich sowohl um Individualrennen, aber auch um Staffelrennen handeln.
| Männer           | Frauen             |
| ---------------- | ------------------ |
| Vítězslav Hornig | Marion Deigentesch |